# Паспорт громадянина Алжиру
Алжи́рський па́спорт видається громадянам Алжиру для міжнародних поїздок.

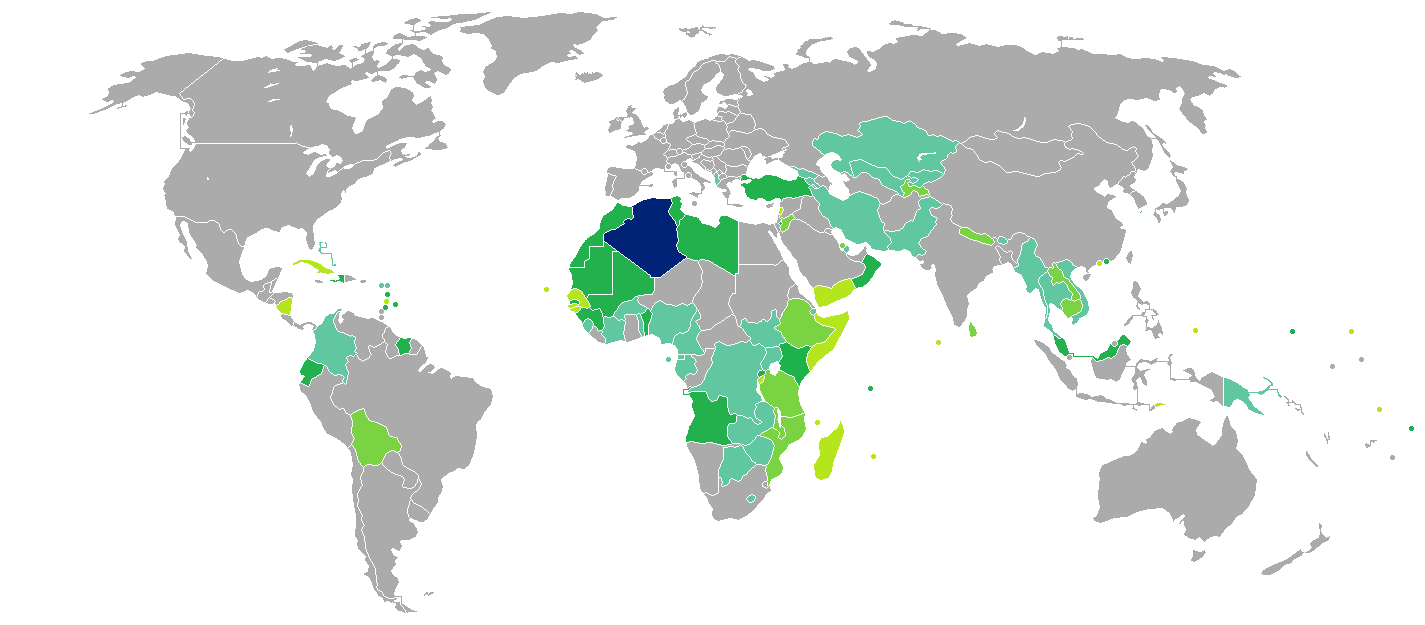
Алжир
Безвізовий режим
Видача візи по прибуттю
Електронна авторизація або оплата онлайн (eVisa)
Віза по прибуттю й електронна віза
Необхідна віза

## Переклад
Алжирський паспорт має написи англійською, арабською та французькою мовами на обкладинці:
Згори: «الجمهورية الجزائرية الديمقراطية الشعبية»
PEOPLE'S DEMOCRATIC REPUBLIC OF ALGERIA REPUBLIQUE ALGERIENNE DEMOCRATIQUE ET POPULAIRE
Посередині: герб Алжиру
Нижче: "جواز السفر "
PASSPORT PASSEPORT

## Галерея

Дипломатичний паспорт
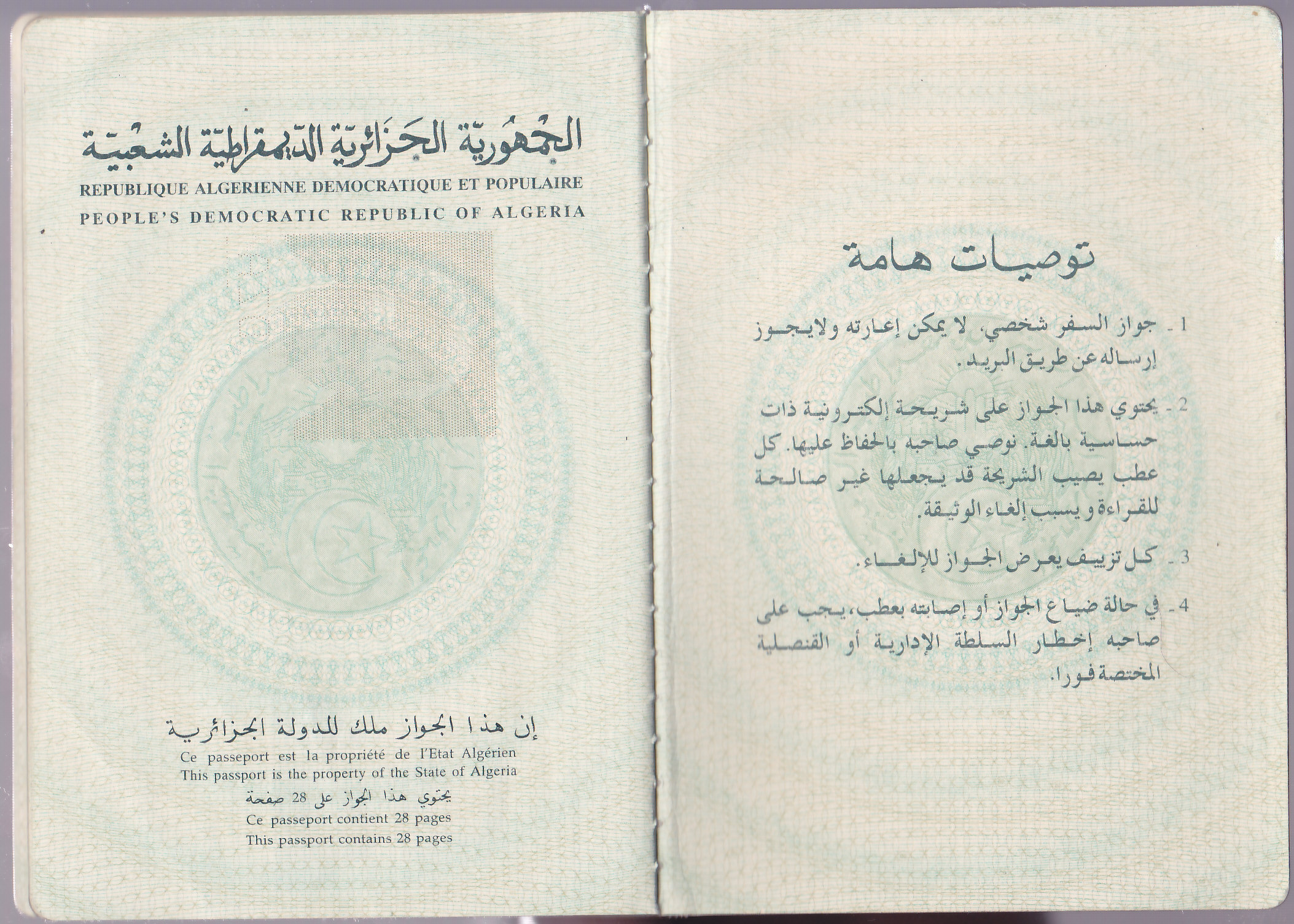
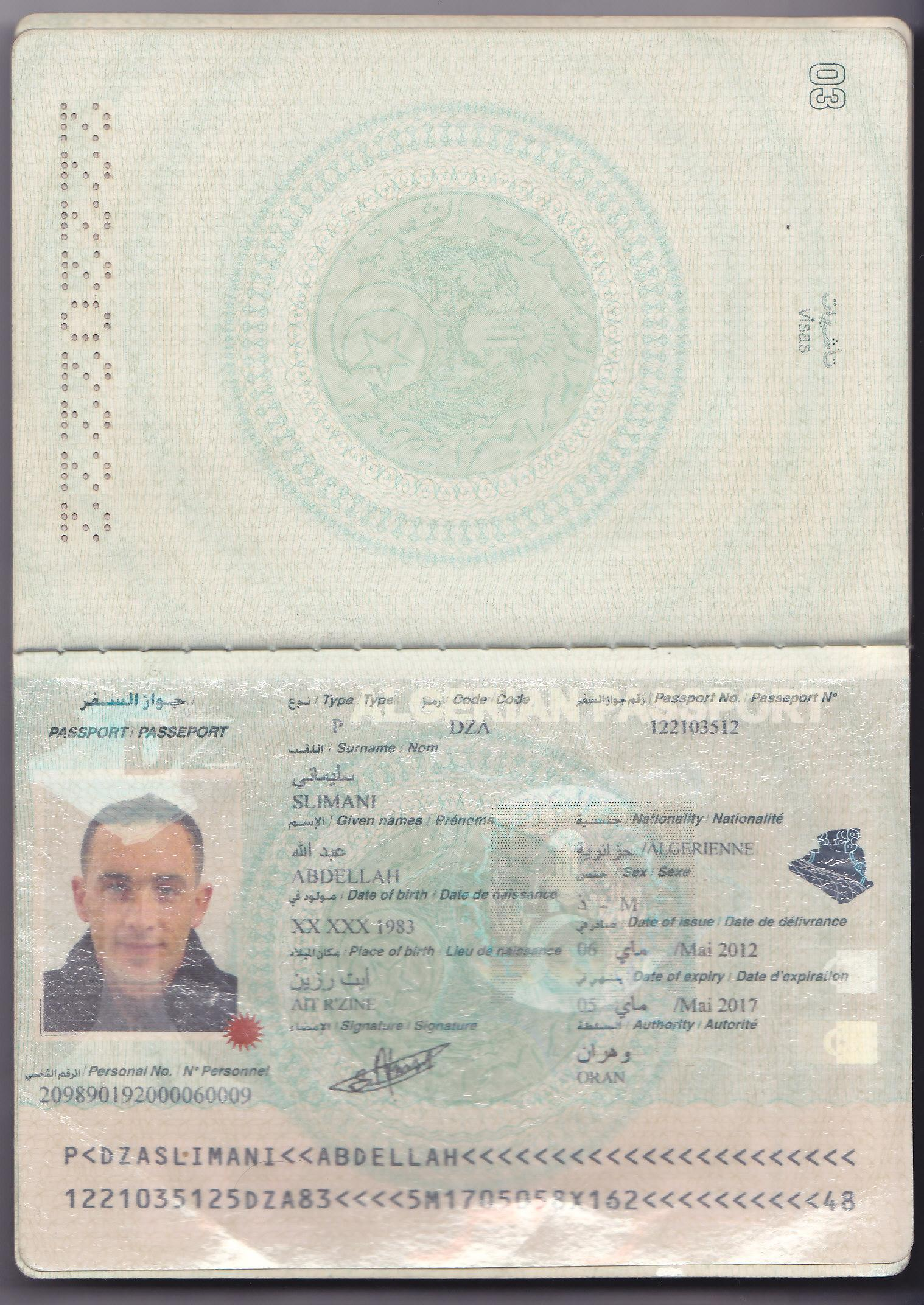
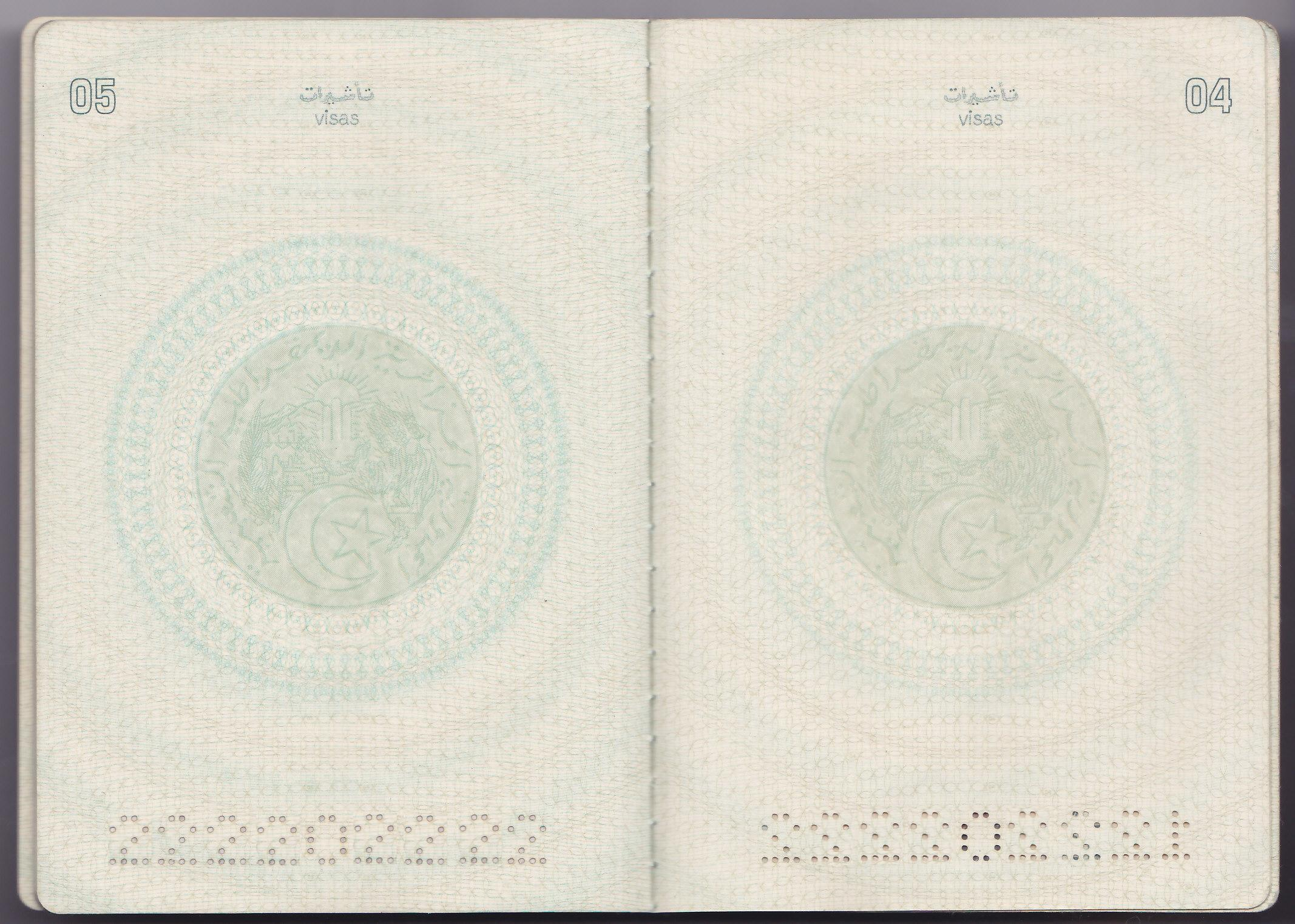
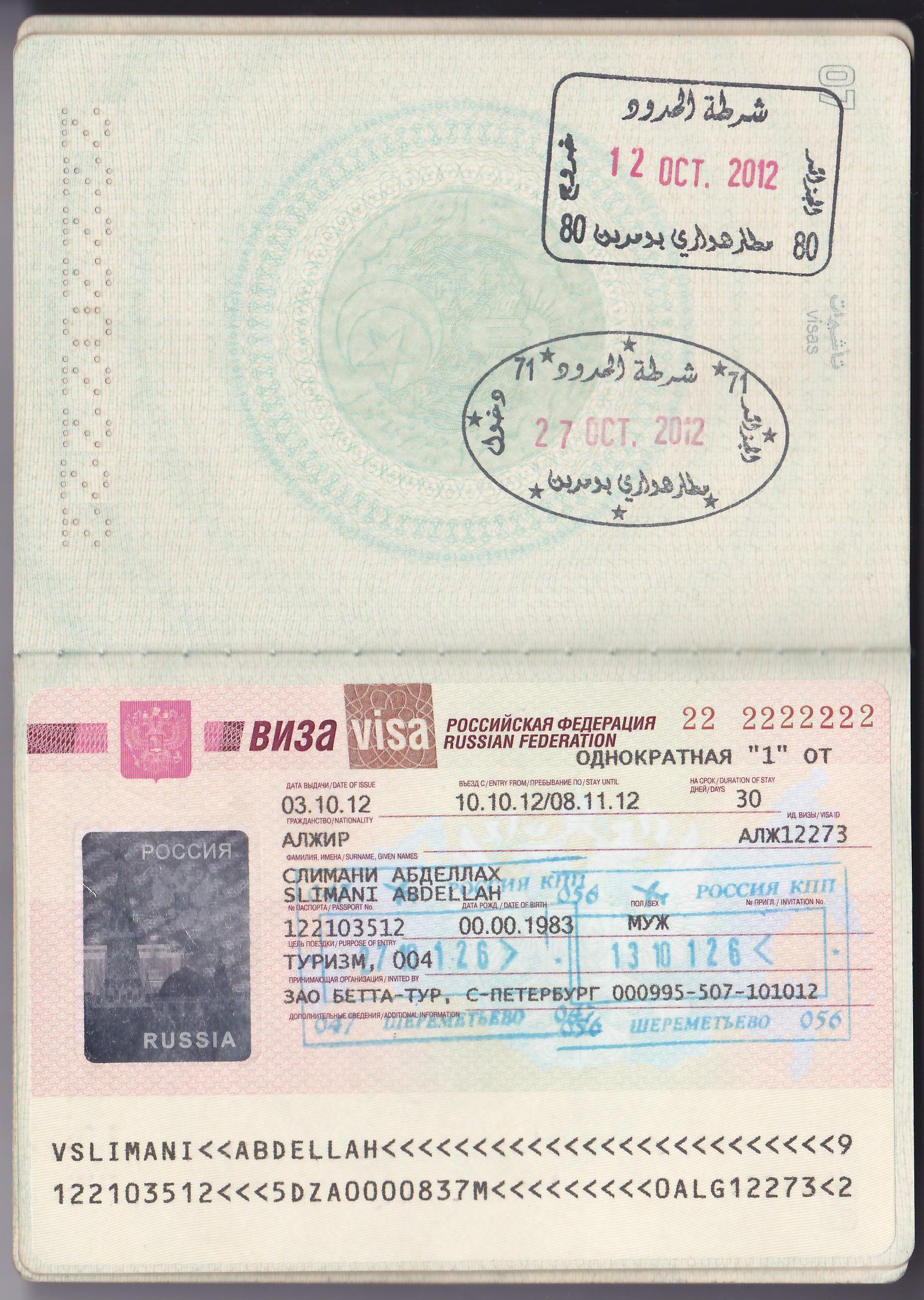
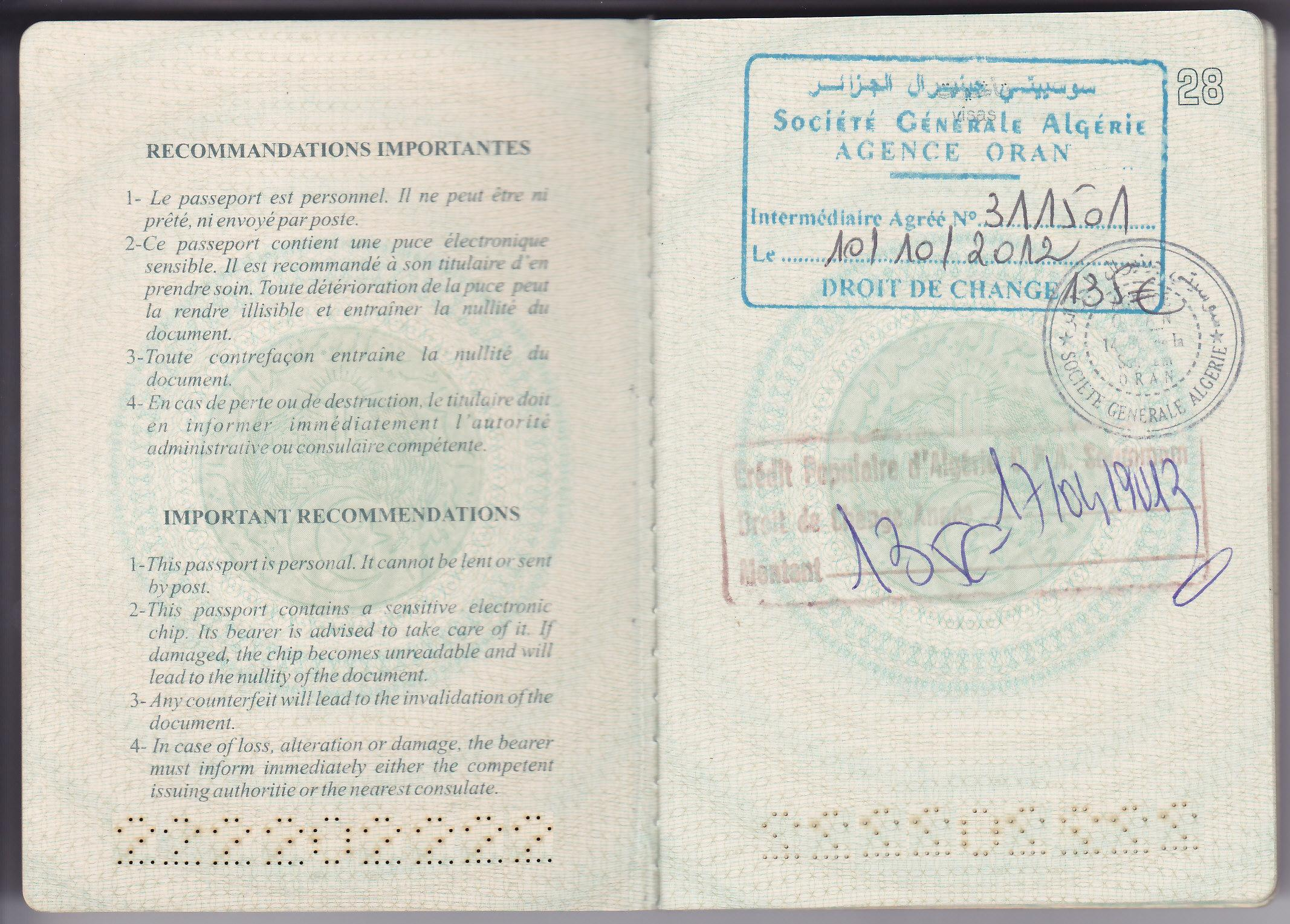